# Силвия Лулчева
Силвия Кръстева Лулчева (родена на 28 август 1969 г.) е българска актриса. Известна е с ролята си на Славка Лютова в сериала „Столичани в повече“, както и с озвучаването на филми, сериали и реклами.

## Ранен живот
Родена е през 1969 г., макар и някои източници погрешно да я водят родена през 1971 г.
През 1992 г. завършва ВИТИЗ „Кръстьо Сарафов“ със специалност „Актьорско майсторство за драматичен театър“ в първия клас на професор Стефан Данаилов с асистент доцент Илия Добрев.

## Актьорска кариера
От 1992 до 2019 г. е на щат в Младежки театър „Николай Бинев“. Лулчева играе асистентката, бившата съпруга и булката в пиесата „Дуети“ от Питър Куилтър на сцената на Театър 199. Играе в сериала „Столичани в повече“, който се излъчва от 2011 г. по bTV. От 2019 г. е член на трупата на Сатиричен театър „Алеко Константинов“.

### Роли в театъра
- Агата в „Престъпление на острова на козите“ от Уго Бети
- Лия в „Милост за мама“ от Яна Добрева
- Джеси в „Красиви тела“ от Лора Кънингам
- Дорина в „Тартюф“ от Жан-Батист Молиер
- Ан във „Всички мои синове“ от Артър Милър
- Наташа в „Три сестри“ от Антон Чехов
- Червената царица в „Алиса в страната на чудесата“ от Луис Карол
- Тоби в „Като трохи на прозореца“ от Нийл Саймън

## Кариера на озвучаваща актриса
Лулчева започва кариерата си в дублажа през 1994 г. Първата ѝ работа е върху филм за БНТ. Първият сериал, за който дава гласа си, е „Октопод“.
Най-популярният ѝ персонаж в дублажа е Кари Брадшоу в „Сексът и градът“, а други по-известни заглавия с нейно участие са „Женени с деца“ (дублаж на bTV), „Огнената Грейс“ (дублаж на Нова телевизия), „Вдовицата в бяло“, „От местопрестъплението: Маями“ и „Клонинг“ (дублажи на Нова телевизия), „Забравени досиета“, „Обвързани“, „Династията на Тюдорите“ и минисериалът „Братя по оръжие“.
През 2004 г. печели първата награда „Икар“ в категория „най-добър дублаж“ (тогава наричана „Златен глас“) за дублажа на „Сексът и градът“ и „Женени с деца“, където е номинирана заедно с Мария Русалиева за цикъла „Шекспирови пиеси“, и Венета Зюмбюлева за „Ало, ало!“ и „Отдаденост“.
Освен с войсоувър, Лулчева участва и в заглавия с нахсинхронен дублаж като „Принцеса Анастасия“ като едноименната героиня, „Принцът на Египет“ като Кралицата, „Атлантида: Изгубената империя“ като Хелга Синклер, двата филма на „Стюарт Литъл“ като Елинор Литъл, и „Междузвездни войни: Епизод VIII – Последните джедаи“ като Вицеадмирал Холдо.
| Артист              | Заглавия | Роли                                                                     |
| ------------------- | --- | ------------------------------------------------------------------------ |
| Алисън Ломан        | Белият олеандър Голяма риба (дублаж на Арс Диджитал Студио) | Астрид Магнусен Сандра Темпълтън                                         |
| Анджелина Джоли     | Да изчезнеш за 60 секунди Лара Крофт: Томб Рейдър (дублаж на Арс Диджитал Студио) Лара Крофт Томб Рейдър: Люлката на живота (дублаж на Арс Диджитал Студио) | Сара „Суей“ Уейланд Лара Крофт                                           |
| Бони Беделия        | Умирай трудно Умирай трудно 2 | Холи Макклейн                                                            |
| Джейн Аткинсън      | Волният Уили (първи дублаж на Арс Диджитал Студио) Волният Уили 2 (първи дублаж на Арс Диджитал Студио) | Ани Грийнуд                                                              |
| Джийн Вандър Пил    | Семейство Флинтстоун (дублаж на Арс Диджитал Студио) Семейство Флинтстоун: Яба Даба Ду! (дублаж на студио Тайтъл Бе-Ге) Коледата на Семейство Флинтстоун (дублажи на Арс Диджитал Студио и студио Тайтъл Бе-Ге) Коледната песен на Семейство Флинтстоун (дублаж на Арс Диджитал Студио) | Уилма Флинтстоун Уилма Флинтстоун и Марта Слейт Уилма Флинтстоун         |
| Джина Дейвис        | Бърза смяна Дългата целувка за лека нощ Стюарт Литъл Стюарт Литъл 2 | Филис Потър Саманта Кейн/Чарли Балтимор Г-жа Елинор Литъл                |
| Джоан Уоли          | Уилоу (дублаж на Арс Диджитал Студио) Династията на Борджиите (дублаж на БНТ) | Сорша Ваноца деи Катанеи                                                 |
| Джуди Гриър         | Трима крале От местопрестъплението: Маями | Кейти Дейч Памела Уорън                                                  |
| Джулия Суини        | Бетовен 3 (дублаж на bTV) Бетовен 4 (дублаж на bTV) | Бет Нютън                                                                |
| Камерън Диас        | Да почувстваш Минесота Ангелите на Чарли (дублаж на Арс Диджитал Студио) | Фреди Клейтън Натали Кук                                                 |
| Маколи Кълкин       | Сам вкъщи (дублаж на Арс Диджитал Студио) Сам вкъщи 2: Изгубен в Ню Йорк (дублаж на Арс Диджитал Студио) | Кевин Маккалистър                                                        |
| Сара Джесика Паркър | Полетът на навигатора Марсиански атаки (дублаж на Арс Диджитал Студио) Сексът и градът Сексът и градът (филм) Доблестният Дъдли Камъкът на раздора Фалстарт (дублаж на Медиа Линк) | Каролин Макадамс Натали Лейк Кари Брадшоу Нел Фенуик Мередит Мортън Пола |
| Упи Голдбърг        | Монахини в действие (дублажи на bTV и Арс Диджитал Студио) Монахини в действие 2: Отново в играта (дублажи на bTV и Арс Диджитал Студио) Произведено в Америка (дублаж на bTV) Дребосъчетата: Филмът (дублаж на Арс Диджитал Студио)                                                    | Делорис Ван Картиър/Сестра Мери Кларънс Сара Матюс Лесничей Маргарет     |
| Хелън Мирън         | Принцът на Египет Шоуто на Греъм Нортън | Кралицата Себе си                                                        |
| Шарън Стоун         | Сълзи в дъжда Първичен инстинкт (дублаж на bTV) | Кейси Кантрел Катрин Трамел                                              |

### Телевизионни предавания
- „Шоуто на Греъм Нортън“, 2018-2019

## Други дейности
През периодите 1992 – 1994 и 1994 – 1995 е водеща съответно в радио 99 и радио Експрес.
Участва в два благотворителни епизода на „Това го знае всяко хлапе“, излъчени един след друг съответно на 3 и 4 декември 2008 г.

## Личен живот
Омъжва се на 23 години и по-късно се развежда.
От около 1997 г. има връзка с актьора Васил Бинев. Двамата се запознават по време на озвучаването на сериала „Незабравима“ за Нова телевизия. Имат една дъщеря, родена 2001 г.

## Телевизионен театър
- „Братът на Бай Ганя Балкански“ (мюзикъл, 1997)

## Филмография
- „Любовниците“ (1991 – 1992), 8 серии - студентка, приятелка на Верчето ( в 3-та серия+ „В двора на китайския император“ (1991))
- „Забранена анкета“ (1993)
- „Сламено сираче“ (1999), 5 серии
- „Мари и хлапетата“ (2001)
- „И твоят ред ще дойде“ (2001)
- „Госпожа Динозавър“ (2002) – богата дама 1
- „Патриархат“ (7-сер. тв, 2005) – Лунга
- Une femme à abattre (2008) – Тамара
- „Клиника на третия етаж“ (2010) – г-жа Митева (в 1 серия: XXVI)
- „Столичани в повече“ (2011 – 2019) – Славка Лютова
- „Жълто куче“ (2012) – Издателката
- „Доза щастие“ (2019) – Майката на Весела
- „От другата страна“ (2020, късометражен) – Мая Игнатова, майката на Адриана и Кристиян
- „Вина“ (2023) – Зоя, майка на Филип Янг
- „Диада“ (2023) – госпожа Гълъбова[9]